# Erwin Haslhofer
Erwin Haslhofer (* 28. Juli 1927 in Linz; † 17. Juni 2013 ebenda) war ein österreichischer Handwerker, Chemiearbeiter, Betriebsrat und Kommunalpolitiker.

## Leben
Erwin Haslhofer wurde am 28. Juli 1927 in Linz geboren. Nach erfolgreicher Schulbildung machte er eine Lehre als Tischler und war Ende des Zweiten Weltkrieges bis 1956 als Handwerker tätig. Danach begann er bei der Chemie Linz AG, den früheren Stickstoffwerken, zu arbeiten und war dort von 1959 bis 1968 als Chemiearbeiter und später als Chemiefacharbeiter tätig. 1968 wurde er schließlich als Betriebsrat freigestellt, war jedoch bis zu seiner Pensionierung bei der Chemie Linz angestellt. In den Jahren 1979 bis 1994 gehörte Haslhofer dem Gemeinderat der Stadt Linz an und war in diesem unter anderem Mitglied des Straßen- und Tiefbauausschusses sowie des Ausschusses für Umweltschutzangelegenheiten. Des Weiteren war Haslhofer im Beirat für den Umweltschutz tätig. Auch parallel zu seiner Tätigkeit in der Kommunalpolitik war Haslhofer in vielfältiger Hinsicht politisch und gesellschaftlich aktiv. So war er unter anderem Mitglied des Gewerkschaftsortsgruppenausschusses der Chemie Linz AG, Sektions-Obmann-Stellvertreter der Chemie Linz AG, Fraktionsobmann der Arbeiter in der Chemie Linz AG und später als Mitglied des SPÖ-Bezirksparteivorstandes in Linz.
Für seine Leistungen erhielt er am 27. Juni 1994 das Goldene Ehrenzeichen für Verdienste um die Republik Österreich. Des Weiteren war er Träger des Großen Ehrenzeichens der Stadt Linz (Verleihung am 21. November 1994).
Am 17. Juni 2013 starb Haslhofer im Alter von 85 Jahren in seiner Geburts- und Heimatstadt und wurde am 27. Juni 2013 am Urnenhain Urfahr beigesetzt.